# Supercoppa d'Europa 1989-1990 (hockey su pista)
La Supercoppa d'Europa 1989-1990 è stata la 10ª edizione dell'omonima competizione europea di hockey su pista. Alla manifestazione hanno partecipato gli spagnoli del Noia, vincitore della Coppa dei Campioni 1988-1989, e gli italiani del Roller Monza, vincitore della Coppa delle Coppe 1988-1989.
A conquistare il trofeo è stato il Noia al primo successo nella sua storia.

## Squadre partecipanti
| Club         | Qualificazione                     | Partecipazioni precedenti (il grassetto indica la vittoria) |
| ------------ | ---------------------------------- | ----------------------------------------------------------- |
| Noia         | Detentore della Coppa dei Campioni | 1988-1989                                                   |
| Roller Monza | Detentore della Coppa delle Coppe  | Esordiente                                                  |

## Risultati
| Squadra 1    | Totale          | Squadra 2 | Andata | Ritorno |
| ------------ | --------------- | --------- | ------ | ------- |
| Roller Monza | 5 - 5 (0-4 dcr) | Noia      | 3 – 2  | 2 – 3   |

| Brugherio 12 dicembre 1989 Finale di andata | Roller Monza | 3 – 2 | Noia | Palazzetto Paolo VI |

| Sant Sadurní d'Anoia 19 dicembre 1989 Finale di ritorno | Noia           | 3 – 2 (d.t.s.) | Roller Monza | Pavelló de l'Ateneu Agrícola |
| \| \| \| \| \| \| Shootout 4 – 0 \| \|                  |                |                |              |                              |
|                                                         |                |                |              |                              |
|                                                         | Shootout 4 – 0 |                |              |                              |